# Píppi Meialonga
Píppi Meialonga (português brasileiro) ou Pipi das Meias Altas (português europeu) é uma personagem literária e também o nome de um livro da escritora sueca Astrid Lindgren. A menina, cujo nome completo, no original em sueco, é Pippilotta Viktualia Rullgardina Krusmynta Efraimsdotter Långstrump, é a personagem principal de três livros infanto-juvenís da autora sueca Astrid Lindgren, editados entre 1945 e 1948. É uma menina invulgar, "a mais forte do mundo", com sardas no rosto e tranças ruivas.

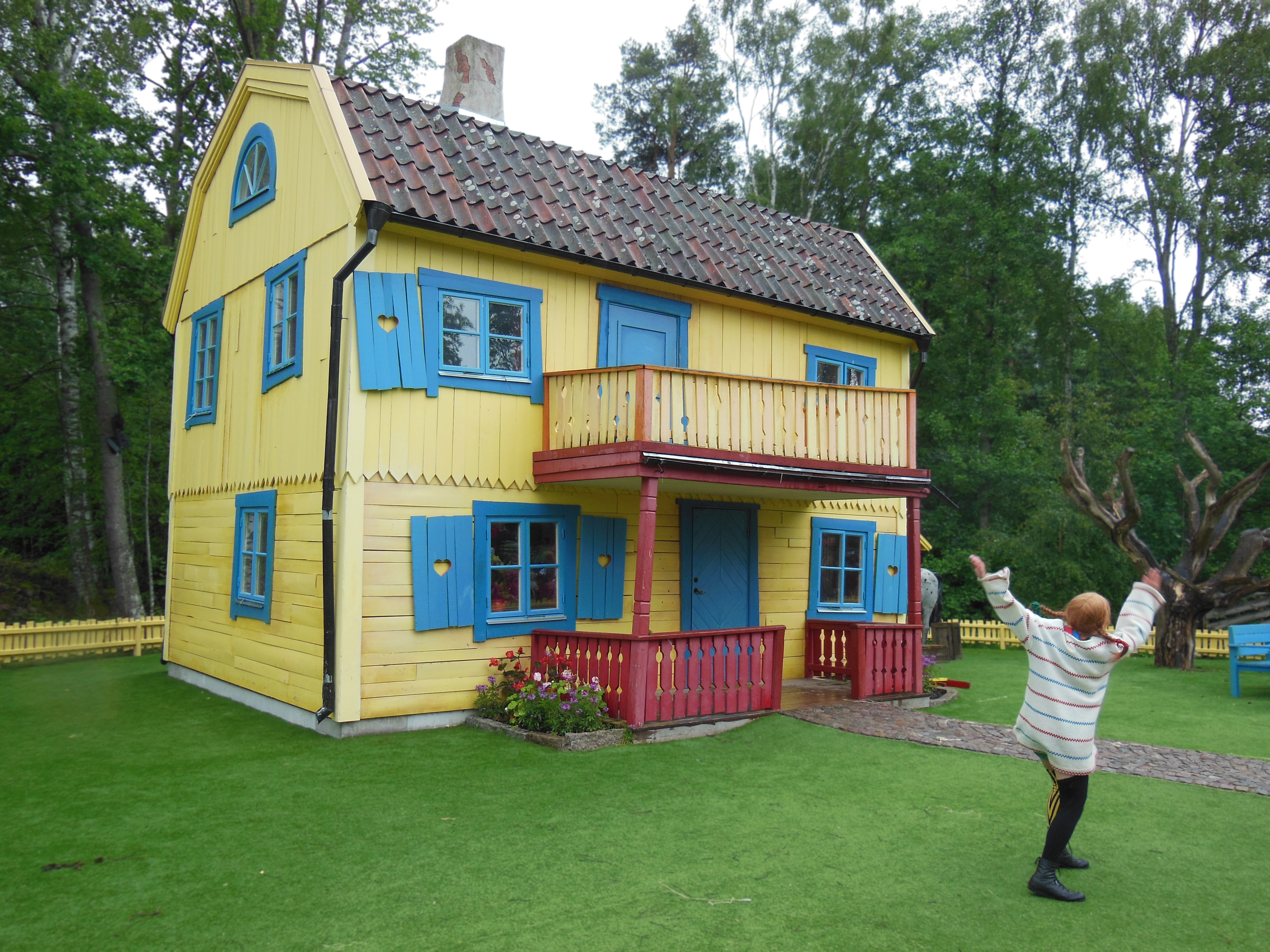
Pipi e a Villa Villekulla no Mundo de Astrid Lindgren em Vimmerby, 2014.

O livro Pippi Långstrump (1945) conta a história de uma menina que morava sozinha numa casa velha de uma cidade muito pequena. Não tinha pai nem mãe, pois sua mãe era falecida, e seu pai era marinheiro e vivia numa ilha dos Mares do Sul.
Quando Píppi chega à terra, com "uma mala cheia de moedas de ouro", vai viver numa casa chamada Vila Vilekula, com o macaco Herr Nilsson e o cavalo Lilla Gubben, que mora no terraço. Entretanto, ela conhece um menino e uma menina — Tommy e Annika — de quem se torna amiga.

## Alguns títulos de livros da série no Brasil e em Portugal
- Píppi Meialonga (edição brasileira; Companhia das Letrinhas, 2001. ISBN 85-7406-097-6) ou Pipi das Meias Altas (edição portuguesa; Difel, 2007. ISBN 978-972-29-0871-9)
- Píppi a Bordo (edição brasileira; Companhia das Letrinhas, 2002. ISBN 85-7406-144-1) ou Pipi Entra a Bordo (edição portuguesa; Difel, 2007. ISBN 978-972-29-0872-6)
- Píppi nos Mares do Sul (edição brasileira; Companhia das Letrinhas, 2003. ISBN 85-7406-179-4) ou Pipi nos Mares do Sul (edição portuguesa; Difel, 2007. ISBN 978-972-29-0873-3)

## Série de televisão
Foi transformada em série de televisão, iniciada em 1969 e com várias réplicas até 1973, sempre com a mesma atriz como protagonista.
O realizador da série foi Olle Hellbom, nascido em 8 de Outubro de 1925 em Estocolmo e falecido na mesma cidade, em 5 de Junho de 1982, vítima de cancro no estômago.

### Elenco da série
- Inger Nilsson .... Píppi
- Maria Persson .... Annika
- Pär Sundberg .... Tommy
- Hans Clarin .... Dunder Karlsson

## Cinema
Em 1988 foi feito um filme intitulado The New Adventures of Pippi Longstocking (As Novas Aventuras de Pippi Longstocking) com uma nova atriz chamada Tami Erin. A música de razoável sucesso "Meninos e Meninas" do grupo infantil dos anos 80 "A nova turma do Balão Mágico" é uma versão em português do tema do filme.

### Filmes
- Pippi Långstrump (1969)
- The New Adventures of Pippi Longstocking (1988)
- Pippi Longstocking (1997) - Animação

## Nomes da Pipi em diferentes línguas
- Alemão: Pippi Langstrumpf
- Espanhol: Pippi Calzaslargas (Espanha), Pipi Calzaslargas, Pippi Mediaslargas (América Latina)
- Francês: Fifi Brindacier
- Galego: Pippi Mediaslongas
- Inglês: Pippi Longstocking
- Islandês: Lína Langsokkur
- Italiano: Pippi Calzelunghe
- Português: Pipi das Meias Altas (Portugal), Píppi Meialonga (Brasil)
- Sueco: Pippi Långstrump